# Grootfonteinita
La grootfonteinita és un mineral de la classe dels carbonats.

## Característiques
La grootfonteinita és un carbonat de fórmula química Pb₃O(CO₃)₂. Va ser aprovada com a espècie vàlida per l'Associació Mineralògica Internacional l'any 2015. Cristal·litza en el sistema hexagonal. És un mineral estructuralment relacionat amb l'hidrocerussita i la plumbonacrita.
Va ser descoberta a la mina Kombat, al districte de Grootfontein de la regió d'Otjozondjupa (Namíbia), l'únic indret in ha estat trobada aquesta espècie mineral.